# La Sauve
La Sauve é uma comuna francesa na região administrativa da Nova Aquitânia, no departamento da Gironda. Estende-se por uma área de 18,64 km². Em 2010 a comuna tinha 1 574 habitantes (densidade: 84,4 hab./km²).